# Гринів Ігор Олексійович
І́гор Олексі́йович Гри́нів (нар. 10 березня 1961, м. Львів) — український політик, політтехнолог, народний депутат України п'яти скликань. Голова наглядової ради Інституту стратегічних досліджень та прогнозів «Янус» (з 2019). Почесний професор Університету Ланьчжоу (Китай). Керівник виборчої кампанії кандидата в президенти України Петра Порошенка.

## Життєпис
В 1978–1983 навчався на хімічному факультеті Львівського державного університету ім. Івана Франка, отримав диплом про вищу освіту за фахом хімік. В 1991–1996 навчався на юридичному факультеті Київського університету ім. Тараса Шевченка, отримав кваліфікацію юриста. В 1992 пройшов курси підготовки дипломатичних кадрів для МЗС при Інституті міжнародних відносин. Володіє німецькою мовою.
Після закінчення Львівського університету з 1983 по 1989 працював у ньому науковим працівником. 
З 1988 активно зайнявся громадською діяльністю — в 1988 очолив громадське об'єднання «Товариство Лева» та увійшов до ради «Меморіалу», в 1989 по 1990 працював секретарем з питань національного відродження Львівського міського комітету ЛКСМУ, того ж 1989 став одним із засновників Народного руху України, членом Великої ради Руху. В 1993–1994 представляв Україну в Комітеті Ради Європи, з 1994 — член ради об'єднання «Нова хвиля». У 1997 став членом правління політичної партії «Реформи і порядок», і з 1997 по 1998 керував її виборчим штабом. В 1998–2002 працював виконавчим директором Українського фонду підтримки реформ.
З 2002 працював заступником керівника виборчого штабу блоку «Наша Україна», у 2004 — стратег виборчої кампанії кандидата в Президенти Віктора Ющенка (визнана Американською асоціацією політтехнологів кращою виборчою кампанією у світі 2004 року). 
З лютого по вересень 2005 — директор Національного інституту стратегічних досліджень.
У 2006 керував виборчою кампанією кандидата на Київського міського голову Віталія Кличка.
У 2014 на позачергових виборах Президента України керував виборчою кампанією Петра Порошенка, у 2019 — призначений головним стратегом виборчої кампанії Петра Порошенка на чергових виборах Президента України 2019 року, з 15 лютого 2019 — призначений керівником виборчої кампанії кандидата в президенти України Петра Порошенка. 
З 18 червня 2014 по 17 травня 2019 працював радником Президента України (поза штатом), з 11 липня 2014 року — заступник Глави Адміністрації Президента України. Курував питання внутрішньої та гуманітарної політики. 
З 27 листопада 2014 року по 29 серпня 2019 року — Народний депутат України 8-го скликання, у 2016 — голова парламентської фракції партії «Європейська Солідарність».
З вересня 2019 Ігор Гринів — голова наглядової ради Інституту стратегічних досліджень і прогнозів «Янус».
Ігор Гринів колекціонує картини львівських майстрів, старовинні книги та ікони.

## Парламентська діяльність
Народний депутат України 1-го скликання з 15 травня 1990 року до 10 травня 1994 року від Нестеровського виборчого округу № 276 Львівської області. Голова підкомісії з питань розвитку місцевого самоврядування Комісії з питань діяльності Рад народних депутатів, розвитку місцевого самоврядування; голова українсько-польської міжпарламентської комісії. На час виборів: Львівський МК ЛКСМУ, секретар, член КПРС. У 1-му турі явка виборців склала 96.2 %. Ігоря Гриніва підтримали 52.5 % виборців. По цьому округу балотувалися ще 4 суперники (основний — Кирей М. І., 1936 р. н., голова виконкому Львівської облради, 1-й тур — 14.6 %).
Березень 1994 року — кандидат у народні депутати України за Жовківськім виборчім округом № 276 Львівської області, висунутий виборцями. У 1-му турі за Ігоря Гриніва проголосували 3.58 %. Він посів 4 місце з 17 претендентів.
Березень 1998 року — кандидат у народні депутати України від ПРП (№ 13 в списку). На час виборів: виконавчий директор Українського фонду підтримки реформ, член ПРП.
Народний депутат України 4-го скликання з 14 травня 2002 року до 25 травня 2006 року від блоку Віктора Ющенка «Наша Україна» (№ 51 в списку). На час виборів: виконавчий директор Українського Фонду підтримки реформ, член ПРП. Член фракції «Наша Україна» (травень 2002 року — вересень 2005 року), член фракції політичної партії «Реформи і порядок» (з вересня 2005 року). Голова підкомітету з питань зовнішньоекономічних зв'язків Комітету у закордонних справах (з липня 2002 року).
Березень 2006 року — кандидат в народні депутати України від Громадянського блоку «Пора-ПРП» (№ 9 в списку). На час виборів: народний депутат України, член ПРП.
Народний депутат України 6-го скликання з 23 листопада 2007 року до 12 грудня 2012 року від «Блоку Юлії Тимошенко» (№ 42 в списку). На час виборів: президент юридичної компанії «Середньоєвропейська агенція», член ПРП. Член фракції «Блок Юлії Тимошенко» (з листопада 2007 року). Голова підкомітету з питань зовнішньоекономічних зв'язків та транскордонного співробітництва Комітету у закордонних справах (з грудня 2007 року).
Народний депутат України 7-го скликання з 25 березня до 27 листопада 2014 року від ВО «Батьківщина» (№ 70 в списку). На час виборів: народний депутат України, безпартійний. Член фракції ВО «Батьківщина» (з березня 2014 року). Член Комітету з питань інформатизації та інформаційних технологій (з червня 2014 року).
Народний депутат України 8-го скликання з 27 листопада 2014 року від Блоку Петра Порошенка.
Заступник голови Комітету Верховної Ради України з питань інформатизації та зв'язку.
16 травня 2016 року обраний головою фракції Блок Петра Порошенка «Солідарність» у Верховній Раді України. На цій посаді змінив Юрія Луценка, якого обрали генеральним прокурором України. Паралельно Гринів є радником президента України Петра Порошенка. У команді Порошенка Гринів, перш за все, політтехнолог. Саме він придумав гасло: «Жити по-новому!», з яким Порошенко виграв президентську кампанію. Нардеп також займався підготовкою до дострокових парламентських виборів, відповідав за стратегію кампанії і придумав девіз для партії президента: «Час єднатися!».
Ігор Гринів є автором передвиборчої стратегії «Армія. Мова. Віра», яку він запропонував на нараді в Адміністрації Президента у 2016-му році, однак тоді ця стратегія не була прийнята.
29 вересня 2016 року Гринів вніс до Верховної Ради законопроєкт, яким пропонувалося закрити від суспільства і залишити лише для контролюючих органів інформацію про майно і подарунки чиновників в електронних деклараціях. Також в ньому пропонувалося залишити кримінальну відповідальність за подачу недостовірної інформації про податки і ухиляння від податків, в іншому має бути адміністративна і політична відповідальність. 3 жовтня того ж року він відкликав свій законопроєкт.

## Відзнаки та нагороди
- Орден «За заслуги» III ступеня (2015)[22]
- Почесна грамота Верховної Ради України (2016).
- Відзнака Президента України — ювілейна медаль «25 років незалежності України» (2016)[23].

## Родина
Батько — Олексій Григорович (1938—2002) — директор підприємства, мати — Любов Михайлівна Гринів (1938—2021) — викладач Національного університету «Львівська політехніка».
Брат — Юрій Олексійович Гринів (1975—2023) — економіст, доктор економічних наук, генеральний директор ДП «Львівстандартметрологія», голова львівської обласної організації БПП «Солідарність», екс-голова Спеціалізованої ДПІ з обслуговування великих платників у місті Львові.
Дружина — Оксана Іванівна (1960) — вчитель.
Дочка Марія (1984). Син Роман-Данило (1993).